# مناطق سنغافورة
مناطق سنغافورة (بالأردية: سنگاپور کے علاقے، بالإنجليزية: regions of Singapore، بالفرنسية: Régions de Singapour): هي تقسيمات تخطيطية حضرية تم تحديدها من قبل هيئة إعادة التنمية الحضرية في سنغافورة؛ للمساعدة في جهود التخطيط الخاصة بها. مع مرور الوقت، اعتمدت هيئات حكومية أخرى أيضاً المناطق الخمس في عملها الإداري.